# Europeiska unionens pionjärer
Europeiska unionens pionjärer är en rad personer som är allmänt erkända för sina gärningar för europeisk enhet och för utvecklandet av det som nu är Europeiska unionen.
Bland pionjärerna återfinns Robert Schuman, Jean Monnet, Alcide De Gasperi, Winston Churchill, Walter Hallstein, Paul-Henri Spaak, Altiero Spinelli, Konrad Adenauer, Joseph Bech, Simone Veil, Louise Weiss och Nicole Fontaine.